# 橋場日月
橋場 日月（はしば あきら、1962年 - ）は、日本の作家。主に戦国時代、江戸時代を扱う。
大阪府出身。関西大学経済学部卒。大学卒業後に会社員をしていたが、作家に転向。

## 著書
- 『真田幸村 戦国を生きた知将三代 知れば知るほど面白い・人物歴史丸ごとガイド』学習研究社、2004
  - 『真田三代 幸村と知謀の一族』 学研M文庫、2009
- 『戦国歴史力 あなたのサムライ度をチェック!』学習研究社「大人のテスト」文庫 2006
- 『服部半蔵と影の一族』学研M文庫、2006
- 『新説桶狭間合戦 知られざる織田・今川七〇年戦争の実相』学研新書、2008
- 『戦国美麗姫図鑑』戦国萌姫研究会編 PHP研究所、2009
- 『真田三代戦国歴史検定公式問題集』学研パブリッシング、2013
- 『大判ビジュアル図解 大迫力! 写真と絵でわかる日本史』西東社、2013
- 『地形で読み解く 「真田三代」最強の秘密』朝日新書、2017
- 『明智光秀 残虐と謀略 一級史料で読み解く』祥伝社新書、2018
- 『戦国武将に学ぶ「必勝マネー術」』講談社+α新書、2019
- 『戦略は日本史から学べ』クロスメディア・パブリッシング、2019
- 『戦国時代の軍師たち』（樋口隆晴、河合秀郎共著）辰巳出版、2020
- 『戦国武将の兄弟姉妹たち』辰巳出版、2020